# Gaetano Moscatelli
Gaetano Moscatelli (Venecija, oko 1765. – Milna, 24. siječnja 1822.) je mletački i hrvatski graditelj orgulja iz poznate radionice Moscatelli. Sin je poznatog graditelja orgulja Dominika Moscatellija s u čijoj je radionici orgulja radio prije nego što je preselio u Hrvatsku, u Pučišća. U Hrvatskoj se oženio i stekao prijatelje. Nakon Pučišća, živio je i radio na Korčuli, Zagrebu i Milni.
52 orgulje dovode se u svezi s Moscatellijem, tj. da je u 32 godine napravio toliko instrumenata. Prve orgulje napravio je 1786. godine. To su orgulje u franjevačkom samostanu na Poljudu koji je onda bio izvan grada Splita. Njegovo su djelo orgulje u dominikanskom samostanu u Bolu na Braču, Pučišćima, Komiži, Sutivanu, korčulanskoj katedrali. Od 1800. živi u Zagrebu pa je orgulje napravio za sjevernohrvatske gradove, poput Bednje, Odre kod Zagreba i Ivanić-Grada. Od 1818. se vratio u južnu Hrvatsku. Iz tog vremena datiraju orgulje u dominikanskoj crkvi u Šibeniku.